# Лейнсборо (Пенсільванія)
Лейнсборо (англ. Lanesboro) — місто (англ. borough) в США, в окрузі Сасквегенна штату Пенсільванія. Населення — 508 осіб (2020).

## Географія
Лейнсборо розташоване за координатами 41°57′50″ пн. ш. 75°34′43″ зх. д. / 41.96389° пн. ш. 75.57861° зх. д. (41.963910, -75.578711).  За даними Бюро перепису населення США в 2010 році місто мало площу 6,87 км², з яких 6,71 км² — суходіл та 0,16 км² — водойми.

## Демографія
Згідно з переписом 2010 року, у селищі мешкало 506 осіб у 217 домогосподарствах у складі 122 родин. Густота населення становила 74 особи/км².  Було 243 помешкання (35/км²).
Расовий склад населення:
| - 96,4 % — білих - 0,4 % — корінних американців - 0,4 % — чорних або афроамериканців - 0,4 % — азіатів |

До двох чи більше рас належало 2,4 %. Частка іспаномовних становила 0,0 % від усіх жителів.
За віковим діапазоном населення розподілялося таким чином: 25,7 % — особи молодші 18 років, 53,7 % — особи у віці 18—64 років, 20,6 % — особи у віці 65 років та старші. Медіана віку мешканця становила 42,5 року. На 100 осіб жіночої статі у селищі припадало 82,7 чоловіків;  на 100 жінок у віці від 18 років та старших — 75,7 чоловіків також старших 18 років.
Середній дохід на одне домашнє господарство  становив 41 094 долари США (медіана — 34 107), а середній дохід на одну сім'ю — 44 213 долари (медіана — 39 861). Медіана доходів становила 46 250 доларів для чоловіків та 32 143 долари для жінок. За межею бідності перебувало 31,1 % осіб, у тому числі 39,3 % дітей у віці до 18 років та 16,9 % осіб у віці 65 років та старших.
Цивільне працевлаштоване населення становило 148 осіб. Основні галузі зайнятості: освіта, охорона здоров'я та соціальна допомога — 24,3 %, будівництво — 15,5 %, роздрібна торгівля — 9,5 %, оптова торгівля — 8,1 %.